# Zachari Sirakow
Zachari Sirakow (buł. Захари Сираков, ur. 8 listopada 1977 roku w Sofii), bułgarski piłkarz, grający na pozycji defensywnego pomocnika.
Jest wychowankiem klubu Lewski Kiustendił, z którego w wieku dziewiętnastu lat trafił do Lewskiego Sofia. W zespole ze stolicy kraju grał przez pięć sezonów; łącznie w ekstraklasie rozegrał w jego barwach 99 meczów i zdobył dwa tytuły mistrzowskie oraz dwa Puchary. Od 2001 roku występował w słabszych klubach z ligi bułgarskiej, także na Cyprze. W 2004 roku przeniósł się do ówczesnego beniaminka rosyjskiej I ligi Amkaru Perm, gdzie grał do końca kariery, czyli do 2015 roku.
W reprezentacji Bułgarii zadebiutował 6 września 1998 roku w meczu z Polską (przegranym 0:3) w eliminacjach do Euro 2000 (rozegrał pełne 90 minut). Nie był powoływany przez następnych dziewięć lat. Swój drugi występ w kadrze zaliczył pod selekcjonerskim okiem Stanimira Stoiłowa 6 czerwca 2007 roku w spotkaniu eliminacyjnym do Euro 2008 z Białorusią (wszedł na boisko w '90 minucie).

## Sukcesy piłkarskie
- mistrzostwo Bułgarii 2000 i 2001, wicemistrzostwo Bułgarii 1999 oraz Puchar Bułgarii 1997 i 2000 z Lewskim Sofia